# Attentat de l'université de Karachi
L'attentat de l'Université de Karachi est survenu le 26 avril 2022 lorsqu'une femme a déclenché son gilet d'explosifs au passage d'une camionnette près de l'Institut Confucius de l'Université de Karachi au Pakistan. Trois universitaires chinois et leur chauffeur pakistanais ont été tués. 
Le front de libération du Baloutchistan, un groupe séparatiste Baloutche  a revendiqué la responsabilité de l'attaque, affirmant que l'auteuse était une femme. C'est la première femme kamikaze de l'organisation,.
Parmi les trois chinois tués figurait le directeur de l'Institut Confucius de l'Université. Les deux autres étaient enseignants.

## Auteur
Le front de libération du Baloutchistan a revendiqué l'attentat à la bombe, qui, selon eux, a été commis pour décourager les programmes de développement chinois dans la région.
Le kamikaze a été identifié comme étant Shari Baloch, née à Sharan Hayat Baloch le 3 janvier 1991 à Tump dans le district de Kech au Baloutchistan, c'était une femme de 30 ans et enseignante de sciences au secondaire du district de Kech au Balouchistan,,,.
Elle était bachelière et tenante d'une maîtrise dans l'éducation de l'Université ouverte Allama Iqbal et avait aussi obtenu une maîtrise dans la zoologie de l'Université du Balouchistan. Elle se serait inscrite à un autre diplôme de troisième cycle à l'Université de Karachi des mois avant l'attaque, mais n'aurait pas été étudiante là-bas à l'époque.
Sharan a eu une fille et un fils, tous deux censément âgés de cinq ans, avec son mari Habitan Bashir Baloch, un dentiste originaire de Kech,. 
En 2019, Sharan Baloch a décroché un emploi au Département de l'éducation du Baloutchistan et a été employée dans une école secondaire gouvernementale à Kalatak, près de Turbat, où elle a enseigné les sciences aux étudiantes. Cependant, elle était absente de l'école depuis six mois avant l'attaque et s'était vu signifier un avis de justification, auquel elle n'avait pas répondu. 
Son mari, Habitan, était également chargé de cours au Makran Medical College (en) et entreprenait un diplôme de troisième cycle en santé publique de la Jinnah Sindh Medical University (en). On a annoncé que son mari était impliqué dans un programme de formation à l'Hôpital Jinnah (en) de Karachi et avait séjourné dans un hôtel près de l'hôpital alors. Le couple avait loué un appartement à Gulistan-e-Johar (en), où Shari vivait depuis trois ans.
La famille de Sharan Baloch a été décrite comme "bien établie, très instruite, sans affiliation antérieure avec un groupe d'insurgés baloutches". Cependant, Sharan elle-même était restée membre du groupe de l'Organisation des étudiants baloutches (en) (Azad) pendant sa vie étudiante. Ses motivations pour l'attaque n'ont pas pu être déterminées, car personne dans sa famille immédiate n'aurait été victime d'atteintes aux droits humains. Quelques heures avant l'attaque, Baloch a posté un message d'adieu sur son compte Twitter. Peu de temps après l'attentat à la bombe, son mari a publié un Tweet dans lequel il faisait l'éloge et louait Shari, décrivant son action comme un "acte désintéressé". Le sort de son mari n'était pas connu immédiatement après l'attaque, des raids étant menés par les forces de sécurité pour l'appréhender ainsi que d'autres facilitateurs présumés. Le 27 avril, Habitan aurait été arrêté.

## Réactions
- Chine : La Chine a publié une condamnation de l'attaque[14].
- Nations unies : Le 28 avril, le Conseil de sécurité de l'ONU a publié une déclaration, selon laquelle les membres du Conseil de sécurité ont condamné dans les termes les plus forts l'attaque terroriste odieuse et lâche à l'Université de Karachi[15].